# あなたが寝てる間に
『あなたが寝てる間に』（あなたがねてるまに）は、安藤裕子の8枚目のオリジナルアルバム。2015年1月28日にcutting edgeから発売された。

## 収録曲
1. 森のくまさん
  - 作詞：安藤裕子、作曲：白根賢一
2. Live And Let Die
  - 作詞：安藤裕子、作曲：安藤裕子/山本隆二
3. 大人計画
  - 作詞：安藤裕子、作曲：宮川弾
4. RARA-RO
  - 作詞・作曲：安藤裕子
5. クリスマスの恋人
  - 作詞：安藤裕子、作曲：末光篤
6. 世界をかえるつもりはない(BAND ver.)
  - 作詞・作曲：安藤裕子
7. レガート
  - 作詞・作曲：安藤裕子
8. 人魚姫
  - 作詞・作曲：安藤裕子
  - NHKテレビ・ドラマ「全力離婚相談」主題歌
9. You
  - 作詞・作曲：安藤裕子
10. 73%の恋人
  - 作詞・作曲：安藤裕子
11. 都会の空を烏が舞うの歌詞
  - 作詞：安藤裕子、作曲：安藤裕子/山本隆二